# John Charles Beckwith
Pour les articles homonymes, voir Beckwith.
John Charles Beckwith, né le 2 octobre 1789 à Halifax en Nouvelle-Écosse, mort le 19 juillet 1862 à La Tour, est un officier britannique. Blessé pendant la bataille de Waterloo, il consacra une grande partie de sa vie à aider l'Église évangélique vaudoise en Piémont.

## Biographie

### Premières années
John Charles Beckwith naît le 2 octobre 1789 à Halifax en Nouvelle-Écosse. Il est le fils de John Beckwith, magistrat, et de Mary Halliburton et l'aîné des dix enfants du couple.

### Carrière militaire
En décembre 1803, à 14 ans, il quitte Halifax pour commencer une carrière militaire en Angleterre. Il débute comme enseigne dans le 50e régiment, le West Kent Regiment of Foot. Le 29 août 1804, il est promu lieutenant dans le 95e régiment, le Rifle Regiment où son oncle sir Thomas Beckwith est lieutenant-colonel. Il est élevé au grade de premier lieutenant le 13 juin 1805 et à celui de capitaine le 28 juillet 1808. Après des campagnes militaires au Danemark et en Suède, il participe en 1808-1810 à la campagne d'Espagne sous les ordres d'Arthur Wellesley, le futur duc de Wellington. Il est promu au rang de major le 3 mars 1814.
Au cours de la  bataille de Waterloo il perd successivement quatre chevaux et sa jambe gauche est fracassée. L'amputation, au-dessous du genou, s'avère nécessaire trois mois plus tard. Il profite de sa convalescence au château de Mont-Saint-Jean pour parfaire sa connaissance de la Bible et de la langue française qu'il pratiquera à la perfection, à l'écrit et à l'oral.
Beckwith est promu lieutenant-colonel le 18 juin 1815 et reçoit la médaille de Waterloo. Il bénéficie d'une rente à vie de 300 £ par an pour la perte de sa jambe. 
Il est promu au grade de colonel le 10 janvier 1837, puis à celui de major général le 7 novembre 1846.

### Aide aux Vaudois

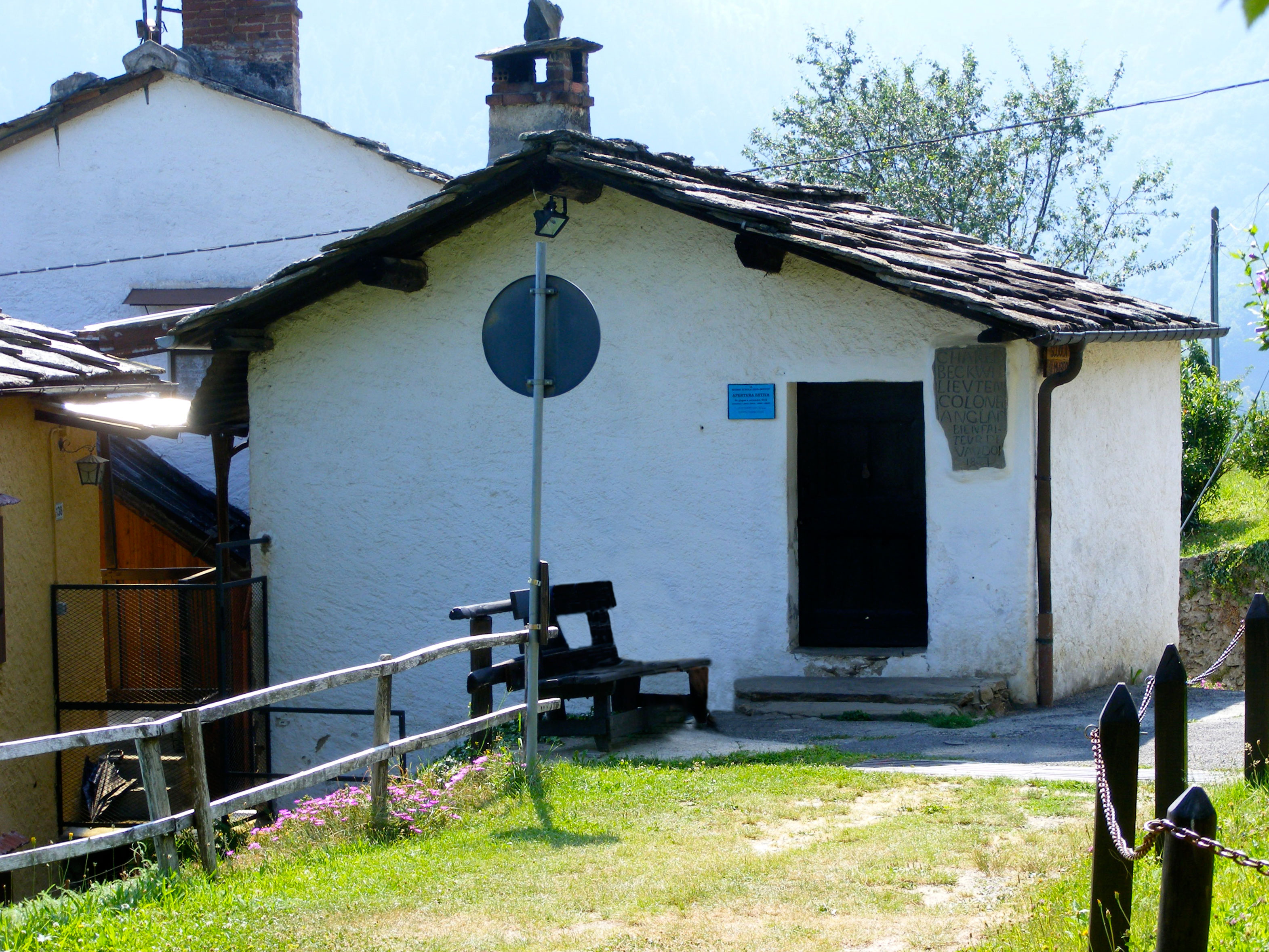
École construite par Beckwith en 1837 à Angrogna dans le pays vaudois du Piémont et restaurée récemment.

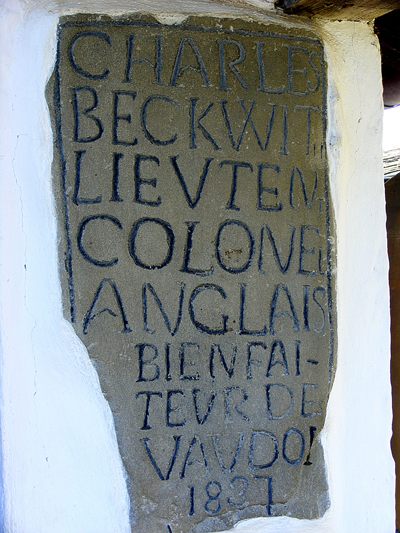
Plaque commémorative sur la façade de l'école construite par Beckwith en 1837 à Angrogna

Après Waterloo, Beckwith retourne en Angleterre où il reprend et complète ses études, puis il va à Halifax auprès de ses parents.
En 1826, Beckwith est invité à une entrevue avec le duc de Wellington à Apsley House, à Londres. En attendant dans l'antichambre il tombe sur le livre du révérend William Stephen Gilly, Narrative of an excursion to the mountains of Piemont and researches among the Vaudois, protestant inhabitants of the Alps (Londres, 1824), récit d'un voyage entrepris en 1822-23 dans les Alpes piémontaises. Cet ouvrage le conduit à s'intéresser au sort des Vaudois.
Beckwith fait un premier séjour dans les vallées vaudoises à l'automne 1827, où il est reçu, sur recommandation du révérend Gilly, par le pasteur Pierre Bert, modérateur de la Table vaudoise à La Tour. Pendant le reste de sa vie il fait de fréquents et longs séjours en pays vaudois, en général en hiver. Craignant la chaleur il préfère passer ses étés en Angleterre. Le 20 juin 1850 il épouse une jeune vaudoise, Anne Suzanne Caroline Volle. Il en aura une fille, Charlotte Beckwith, née le 2 février 1863, qu'il ne connaîtra donc pas.
Grâce aux fonds qu'il obtient de ses amis en Angleterre, et à sa propre fortune, Beckwith aide à la construction de temples, de presbytères, d'hôpitaux et d'écoles dans les vallées vaudoises. Il envoie des professeurs se former à Lausanne et à Florence et encourage l'éducation des femmes. En 1848 le roi Charles-Albert le fait chevalier de l'ordre des Saints-Maurice-et-Lazare en reconnaissance de son travail auprès des Vaudois.
Il s'installe définitivement à La Tour avec son épouse en 1861. Il y décède le 19 juillet 1862.

## Hommages

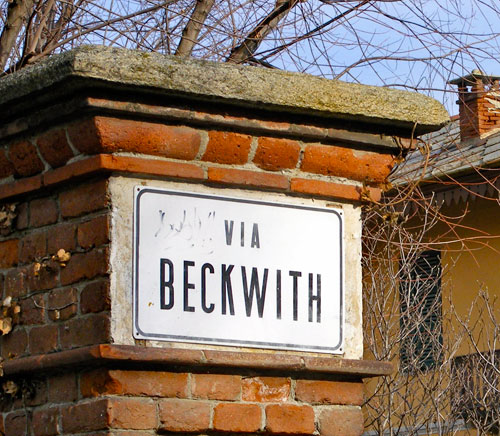
Plaque indicative de rue à Torre Pellice (Piémont)

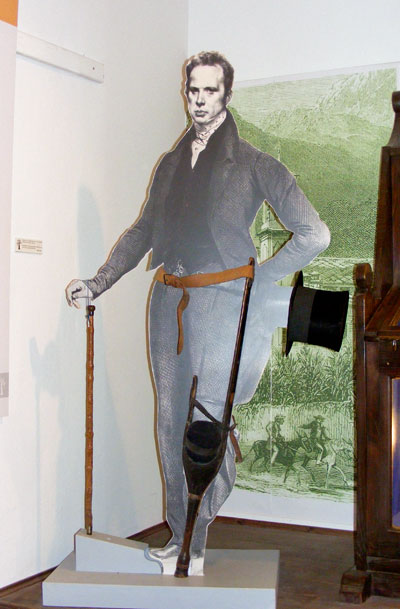
Montage présentant différents objets ayant appartenu à John Charles Beckwith.

Le général Beckwith est célébré à La Tour où une rue porte son nom. Dans cette rue se trouve le musée vaudois (Museo Valdese)  où sont présentés, à travers un montage, différents objets lui ayant appartenu.
Radio Beckwith Evangelica (RBE) est une radio italienne et une radio communautaire liée à l'Église évangélique vaudoise. Elle est jumelée avec Ràdio Occitània. Son siège social est à Luserna San Giovanni, dans les Vallées vaudoises du Piémont. 
En 2002, la collaboration avec Popolare Network [1] et avec Radio Voce della Speranza, un radiodiffuseur adventiste de Florence affilié depuis 1971 au circuit radio Adventist World Radio, est également née, grâce à des réunions organisées par la Coordination de la radio évangélique en Italie (CREI ), avec la réception de la revue de presse, dans un premier temps via internet, En 2004, RBE propose également deux canaux de streaming audio, au format WMA et Ogg Vorbis, et à partir du 2 février 2010, il est également possible de l'écouter sur le numérique terrestre. 